# Xã Lively Grove, Quận Washington, Illinois
Xã Lively Grove (tiếng Anh: Lively Grove Township) là một xã thuộc quận Washington, tiểu bang Illinois, Hoa Kỳ. Năm 2010, dân số của xã này là 688 người.